# Ernest Renan (1910)
El Ernest Renan fue un crucero acorazado de la Marina Francesa, único en su clase, que sirvió de modelo para el desarrollo de la Clase Edgar Quinet. El crucero recibió su nombre en honor del filósofo e historiador francés Ernest Renan (1823-1892).

## Historia operacional

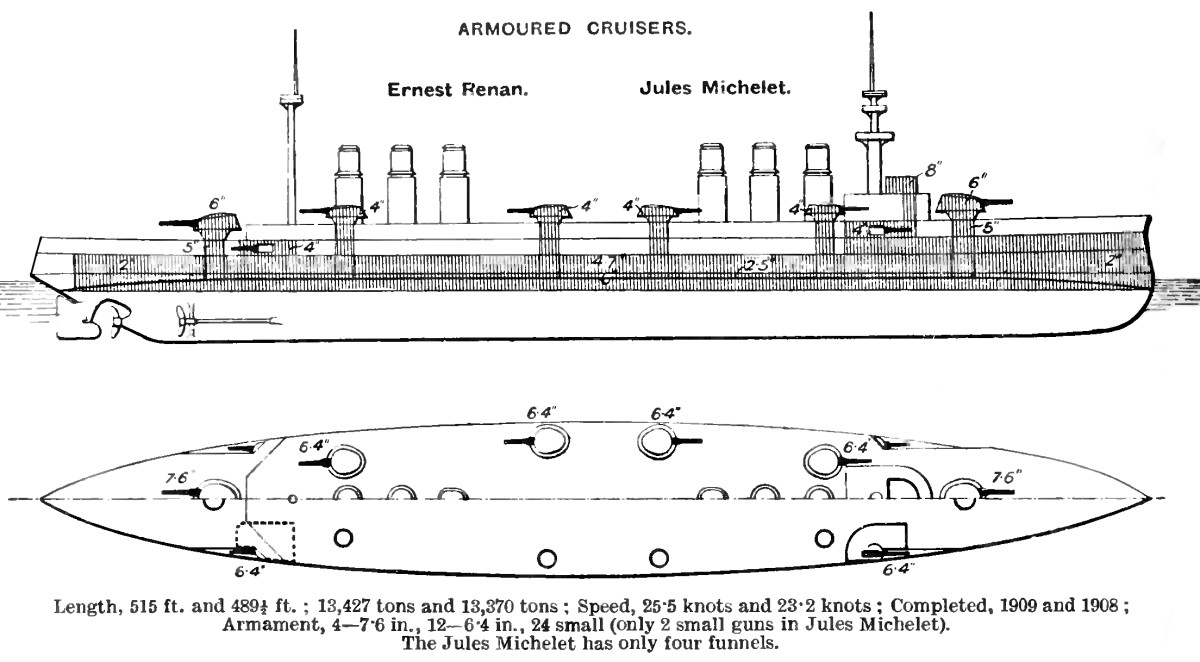
Perfil y planta del Ernest Renan

El crucero acorazado Ernest Renan, construido según la línea de los cruceros de la Clase Léon Gambetta, sirvió en la 1ª División Ligera del Mediterráneo en 1914 y 1915, durante la Primera Guerra Mundial.
Entre 1918 y 1919, junto al Décidée y al Bambara, participó en la defensa de Mersina, en la actual Turquía.
De 1927 a 1928 fue utilizado como buque escuela de cañoneros.
Fue dado de baja del servicio activo en 1931 y hundido como blanco naval.

### Listas relacionadas
- Anexo:Cruceros acorazados por país